# Luigi Scrosoppi
Luigi Scrosoppi, CO (4. srpna 1804 Udine – 3. dubna 1884 tamtéž) byl italský římskokatolický kněz a řeholník kongregace oratoriánů, zakladatel kongregace Sester Prozřetelnosti svatého Kajetána z Tiene. Katolická církev jej uctívá jako světce.

## Život

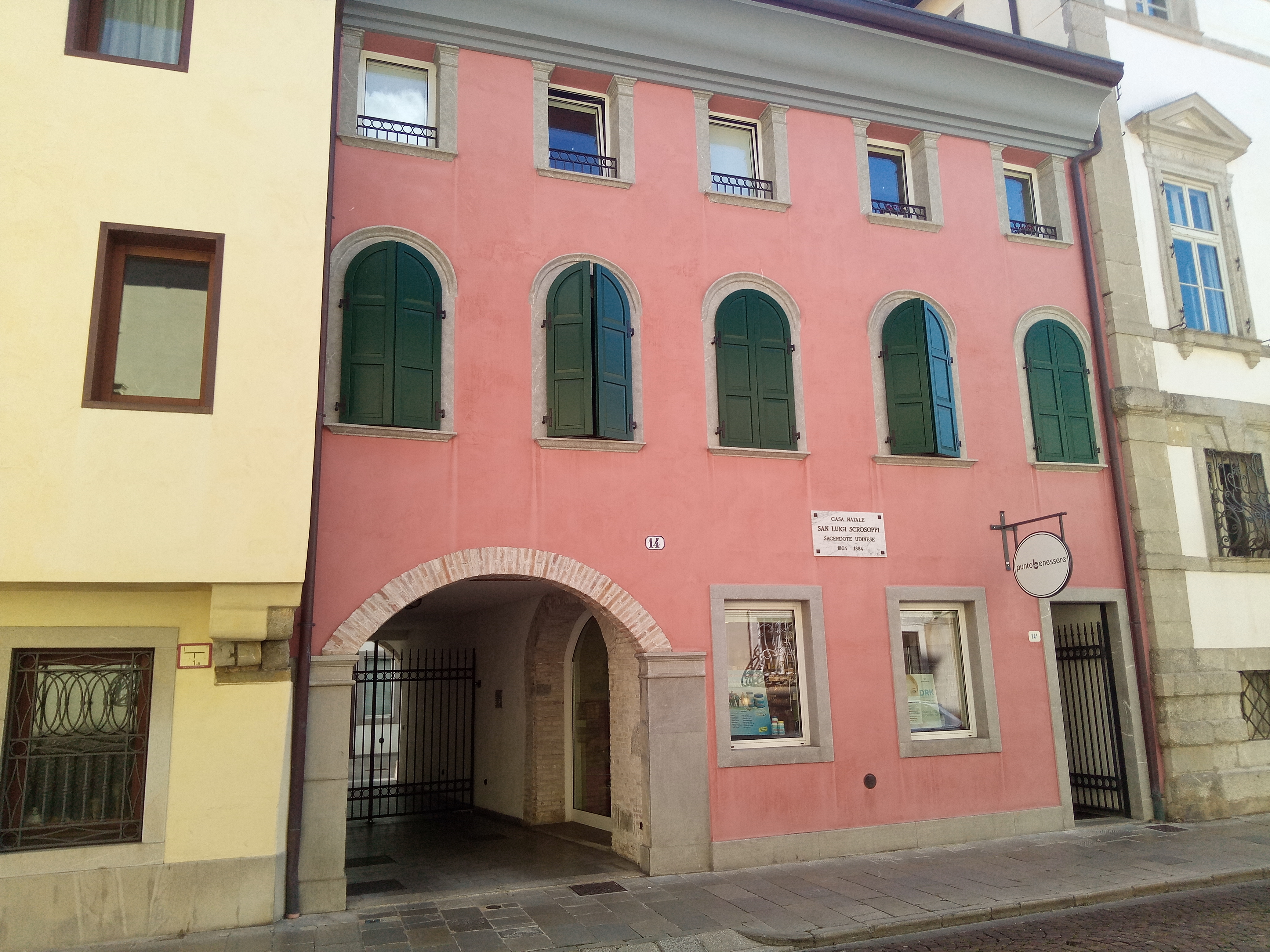
Jeho rodný dům v Udine

Narodil se dne 4. srpna 1804 v Udine rodičům Domenicu Scrosoppimu, klenotníkovi z Udine, a Antonii Lazzarini do jejího druhého manželství, ze kterého měl mladšího bratra Giovanniho, který se později stal knězem. Jeho bratr z prvního matčina manželství Carlo se rovněž stal knězem a byl vysvěcen, když mu bylo šest let.
Již během mládí cítil povolání ke kněžství a po absolvování formace a příslušných studií, která zahájil roku 1817, byl roku 1826 vysvěcen na jáhna. Kněžské svěcení přijal dne 31. března 1827 v katedrále Nanebevzetí Panny Marie v Udine. Svoji primiční mši svatou sloužil v kostele S. Maria Maddalena v jeho rodném městě za účasti svých rodičů a bratrů.
Pomáhal řídit dětské centrum Casa delle Derelitte, které vedl jeho bratr Carlo, a v roce 1829 tam přijal pozici zástupce ředitele. Pomáhal zde pečovat o dívky, které osiřely v důsledku epidemie cholery. Pro Casa delle Derelitte pomáhal získávat finance a nové dobrovolníky. V roce 1846 vstoupil do kongregace oratoriánů. Zakládal také sirotčince a další dobročinné instituce pro potřebné. Roku 1853 založil v Orzanu v obci Remanzacco školu pro chudé dívky a sám v ní poté vyučoval. Jím založená škola se značně rozrostla a navštěvovaly ji i dívky z okolních obcí.
Dne 25. prosince 1845 založil ženskou řeholní kongregaci Sester Prozřetelnosti svatého Kajetána z Tiene. Dne 7. března 1857 otevřel školu a domov pro hluchoněmé dívky, avšak toto dílo přežilo pouze patnáct let.
Zemřel dne 3. dubna 1884 v Udine po dlouhé nemoci.

## Úcta
Jeho beatifikační proces započal dne 27. února 1964, čímž obdržel titul služebník Boží. Dne 12. června 1978 jej papež sv. Pavel VI. podepsáním dekretu o jeho hrdinských ctnostech prohlásil za ctihodného.
Blahořečen byl dne 4. října 1981 na Svatopetrském náměstí papežem sv. Janem Pavlem II. Svatořečen pak byl dne 10. června 2001 na Svatopetrském náměstí papežem sv. Janem Pavlem II.
Jeho památka je připomínána 3. dubna. Bývá zobrazován v kněžském oděvu. Je patronem jím založené kongregace a také fotbalistů.